# Neolatinska

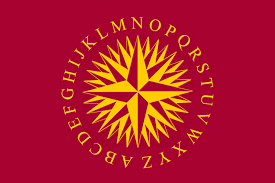
Logo för projektet Via Neolatina.

Neolatinska romantiken, eller neolatinska, är ett panromanskt språk, det vill säga en kodifierad språklig variant med romansk bas, som representerar hela den latinska språkfamiljen. Det kan ses som ett förslag på ett standardspråk för hela den romanska språkfamiljen och samtidigt ett zonalt konstruerat språk, eftersom det är resultatet av en språklig kodifiering från en specifik grupp, i det här fallet de latinska språken. Det bör betonas att detta zonala språk strikt begränsar sig till det lingvistiska området och inte omfattar några sociala eller politiska aspekter.